# Diogo Dalot
José Diogo Dalot Teixeira (født 18. marts 1999) er en portugisisk professionel fodboldspiller, som spiller for Premier League-klubben Manchester United og Portugals landshold.

## Klubkarriere

### FC Porto
Dalot begyndte sin karriere i hjemlandet hos FC Porto, hvis ungdomsakademi han havde været del af siden han var 8-år gammel.

### Manchester United
Dalot skiftede i juni 2018 til Manchester United. Dalot døjede i starten med flere skader, og med at Aaron Wan-Bissaka i 2019 skiftede til Manchester United, og var fortrukket af den nye United træner Ole Gunnar Solskjær, så Dalot fik ikke mange muligheder for at spille.

#### Lån til AC Milan
Dalot blev lånt til AC Milan i 2020-21 sæsonen. Dalot imponerede, og der var snak om at gøre handel permanent, men Manchester United valgte imod dette efter at Dalot imponerede i opvarmningskampene før 2021-22 sæsonen.

#### Retur til United
Dalot var en af de spillere som var rygtet til at blive solgt fra United, men efter nye træner Ralf Rangnick ankom, fik han en chance over Wan-Bissaka, hvor han imponerede.

## Landsholdskarriere

### Ungdomslandshold
Dalot har spillet for samtlige portugisiske ungdomslandshold. Han var del af det portugisiske hold som vandt U/17 europamesterskabet i 2016.

### Seniorlandshold
Dalot blev del af Portugals trup til EM 2020 efter at João Cancelo måtte trække sig efter at han havde fået COVID-19. Dalot fik sin debut for landsholdet ved turneringen den 23. juni 2021.

## Titler
FC Porto
- Primeira Liga: 1 (2017–18)

Manchester United
- FA Cup: 1 (2023-24)
- EFL Cup: 1 (2022-23)

Portugal U/17
- U/17 Europamesterskabet: 1 (2016)

Individuelt
- U/17 Europamesterskabet Turneringens hold: 1 (2016)
- U/19 Europamesterskabet Turneringens hold: 1 (2017)